# Glumpang Tutong
Glumpang Tutong is een bestuurslaag in het regentschap Pidie Jaya van de provincie Atjeh, Indonesië. Glumpang Tutong telt 274 inwoners (volkstelling 2010).